# Cyclomia tumidilinea
Cyclomia tumidilinea är en fjärilsart som beskrevs av W. Warren 1906. Cyclomia tumidilinea ingår i släktet Cyclomia och familjen mätare. Inga underarter finns listade i Catalogue of Life.